# Youtube-dl
youtube-dl은 유튜브 및 1,000개의 기타 비디오 호스팅 웹사이트의 동영상과 소리를 다운로드하기 위한 자유-오픈 소스 다운로드 관리자이다. 언라이선스 소프트웨어 사용권으로 배포된다.
2021년 9월 기준으로, youtube-dl은 100,000개 이상의 별을 받을 정도로 깃허브에서 가장 별 수가 많은 프로젝트들 가운데 하나이다.

## 예시 코드
동영상 또는 플레이리스트 다운로드:
```
youtube-dl <url>
```

## 같이 보기
- 유튜브 밴스트